# کمدی سکسی ریو
کمدی سکسی ریو (انگلیسی: Rio Sex Comedy) یک فیلم کمدی سکسی فرانسوی است که در سال ۲۰۱۰ منتشر شد.

## بازیگران
- شارلوت رمپلینگ
- بیل پولمن
- ایرن ژاکوب
- فیشر استیونس
- ژروم کیرشر
- هرسون کاپری
- پاتریک برین